# 1996年夏季奥林匹克运动会乌克兰代表团
1996年夏季奥林匹克运动会乌克兰代表团是乌克兰所派出的第26届夏季奥林匹克运动会代表团。这是乌克兰独立后首次参加夏季奥运。